# Paz (Satellit)
Paz (spanisch für „Frieden“) ist ein Radarsatellit der spanischen Hisdesat. Zusammen mit dem optischen Erdbeobachtungssatelliten Ingenio soll Paz das Programa Nacional de Observación de la Tierra por Satélite (PNOTS) bilden. Der Satellit wurde von einem Konsortium unter der Leitung von Airbus Defence and Space (Spanien) gebaut.

## Aufbau
Paz benutzt Synthetic Aperture Radar im X-Band. Die Daten können an Bord in einem 256-GB-Speicher gehalten und dann mit einer Rate von 300 Mbit/s zur Erde gesendet werden. Hierbei wird ebenfalls das X-Band bei ca. 9,65 GHz verwendet. Damit die Downlink-Übertragung das Radarinstrument nicht beeinträchtigt, ist die Sendeantenne an einem Ausleger montiert, der erst im Weltraum aufgeklappt wird. Die Radarantenne hat Ausmaße von 4,8 und 0,7 m.

## Aufgabe
Dadurch, dass Paz bei jedem Wetter und zu jeder Tageszeit Radarbilder erstellen kann, ergeben sich viele zivile und militärische Nutzungsmöglichkeiten.
Es stehen verschiedene Auflösungen zur Verfügung:
- Spotlight: 10 km × 5 km bei 1 m Auflösung oder 10 km × 10 km bei 2 m Auflösung
- ScanSAR: Streifen von 100 km Schwadbreite bei 15 m Auflösung
- Stripmap: Streifen von 30 km Schwadbreite bei 3 m Auflösung (Einzel-Polarisation) oder 15 km Schwadbreite bei 6 m Auflösung (doppelte Polarisation) Es sollen über 200 Radarbilder pro Tag erstellt werden.

Die Bodenstation für Paz und Ingenio befindet sich in Torrejón de Ardoz bei Madrid. Als Ersatzstation fungiert Maspalomas auf den Kanarischen Inseln. Beide Stationen werden vom Instituto Nacional de Técnica Aeroespacial (INTA) betrieben.

## Zusammenarbeit mit Astrium
Im April 2012 schlossen Hisdesat und Astrium eine Rahmenvereinbarung zur gemeinsamen Koordination ihrer Radarsatelliten Paz, TerraSAR-X und TanDEM-X. Jeder der beiden Betreiber ist dabei für die eigenen Satelliten verantwortlich, jedoch werden die Satelliten gemeinsam koordiniert. Die Aufnahmequalitäten sind einander angeglichen, so dass den Kunden die gewünschten Aufnahmen schneller oder in kürzeren Abständen angeboten werden können.

## Missionsverlauf
Der Auftrag zum Bau von Paz wurde von Hisdesat am 6. November 2008 an Astrium erteilt.  Astrium übergab den Satelliten am 17. September 2013 an Hisdesat.
Der Start von Paz war für 2015 vorgesehen und sollte mit einer Dnepr-Rakete vom Kosmodrom Jasny in Russland aus erfolgen. Nach 18 Monaten Verzögerung wurde der Vertrag zwischen Hisdesat und dem Dnepr-Betreiber Kosmotrans annulliert. Am 7. März 2017 wurde bekannt gegeben, dass der Satellit im 4. Quartal 2017 mit einer Falcon 9 von SpaceX starten soll, doch auch dieser Termin konnte nicht gehalten werden.
Paz ist am 22. Februar 2018 um 14:17 UTC mit einer Falcon 9 von Vandenberg AFB Space Launch Complex 4 gestartet.